# 文字・活字文化振興法
文字・活字文化振興法（もじかつじぶんかしんこうほう、平成17年7月29日法律第91号）は、文字・活字文化の振興を総合的に推進するための国や自治体の基本的責務に関する法律である。
活字文化というと活版印刷のことかと考えられがちだが、要は出版のことを指している。

## 概要
超党派の国会議員286名から成る活字文化議員連盟において法案がまとめられ、2005年に制定された。
骨子案には版面権（著作隣接権の一種）の創設も盛り込まれていたが、当時はレコード輸入権創設への反対が叫ばれ知的財産法制強化への反感が強まっていた時期だったこともあって、最終的な法案には盛り込まれなかった。
なお、活字文化議員連盟は「文字・活字文化振興法の施行に基づく施策の展開」として、地域における文字・活字文化の振興、学校教育に関する施策の他、出版活動への支援も推進するよう求めており、その具体的な内容として、
- 文字・活字にかかわる著作物再販制度の維持
- 著作者及び出版者の権利保護の充実

を挙げている。
読書週間の初日にあたる10月27日を文字・活字文化の日として定めている。